# Gheorghe Ciobanu (deputat român)
Gheorghe Ciobanu (n. 22 septembrie 1964, Crâmpoia, România – d. 27 iulie 2015, Timișoara, România) a fost un deputat român, ales în 2008 din partea Partidului Social Democrat. Mandatul său a încetat pe 28 iulie 2015 prin deces.
A fost implicat într-un scandal în iunie 2015, când un profesor a refuzat să motiveze absențele băiatului său.